# Phauloppia mitakensis
Phauloppia mitakensis är en kvalsterart som beskrevs av Suzuki 1979. Phauloppia mitakensis ingår i släktet Phauloppia och familjen Oribatulidae. Inga underarter finns listade i Catalogue of Life.